# Kortemark
Kortemark är en kommun i Belgien.   Den ligger i provinsen Västflandern och regionen Flandern, i den västra delen av landet, 100 km väster om huvudstaden Bryssel. Antalet invånare är 12 141.
Trakten runt Kortemark består till största delen av jordbruksmark. Runt Kortemark är det tätbefolkat, med 308 invånare per kvadratkilometer.